# Mănăstirea Cernica
Mănăstirea Cernica este o mănăstire din România situată în orașul Pantelimon, județul Ilfov, în apropiere de limita cu comuna Cernica, Ilfov. Mănăstirea Cernica, în ansamblul ei, este inclusă în Lista monumentelor istorice din România, având codul de clasificare cod LMI IF-II-a-B-15300.

## Descriere
A fost ridicată în anul 1608 în timpul domniei lui Radu Șerban și a fost ctitorită de marele vornic al lui Mihai Viteazul, Cernica Știrbei și de soția sa, Chiajna. Complexul monahal de la Cernica a reprezentat o adevărată școală de educație monastică. În cadrul mănăstirii s-au construit trei biserici și trei paraclise.
Biserica Mare, cu hramul Sf. Nicolae, a fost avariată la cutremurul din 1802 și reparată în anii 1809-1815 de arhimandritul Timotei. O reparație capitală s-a făcut în anul 1925, după ce în urma unui cutremur în anul 1838 o turlă s-a dărâmat, iar în 1923 a avut loc un incendiu.
Biserica cu hramul Sf. Gheorghe a fost construită în secolul al XVIII-lea de Dan Brașoveanu. În anii 1962-1964 a fost refăcută complet, iar după stricăciunile cutremurului din 4 martie 1977 a fost reconsolidată.
În 1804, în cimitirul mănăstirii, arhimandritul Gheorghe a construit bisericuța Sf. Lazăr.
Cele trei paraclise ale mănăstirii sunt „Adormirea Maicii Domnului”, construit în 1790, „Sf. Ioan”, construit în 1842, și „Intrarea în biserică”.
În anii 1900-1904 a fost călugăr în mănăstirea Cernica poetul Tudor Arghezi. 
În cimitirul mănăstirii Cernica se află mormintele a multor personalități românești, între care pictorul Ion Țuculescu, mitropolitul Nifon, teologul Dumitru Stăniloae, scriitorul Gala Galaction,  orientalistul Athanase Negoiță, sociologul Ernest Bernea, pianistul Johnny Răducanu, cântărețul Zavaidoc, actrița Stela Popescu, regizorul Geo Saizescu, traducătorul Stelian Gruia, academicianul Emilian Popescu, realizatoarea Marioara Murărescu, politicianul Pantelimon Halippa, arhimandritul Irineu Dogaru.

## Galerie imagini

Picturi murale realizate de Sava Henția la Mănăstirea Cernica (1900)
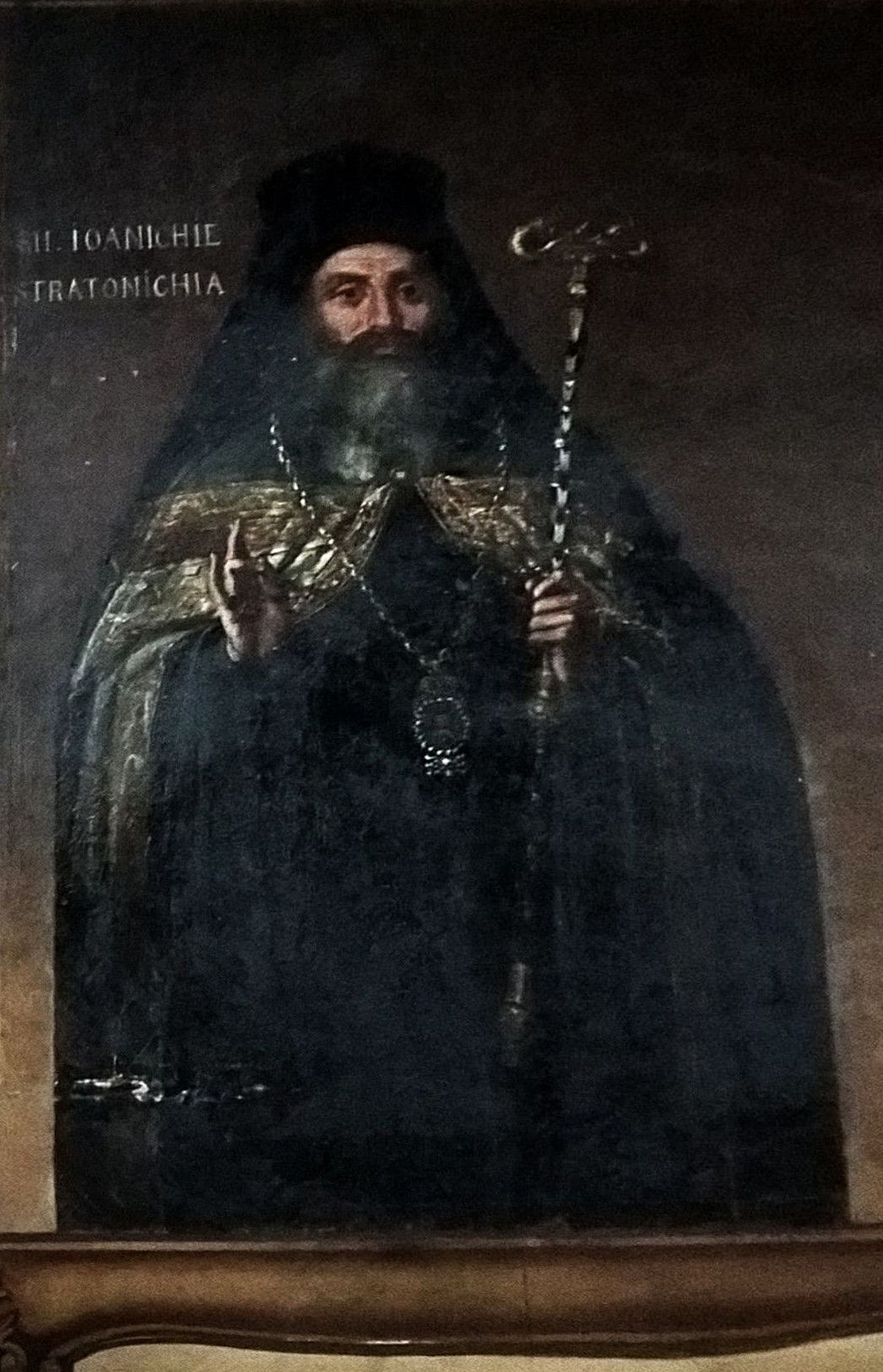
Ioanichie Stratonichios
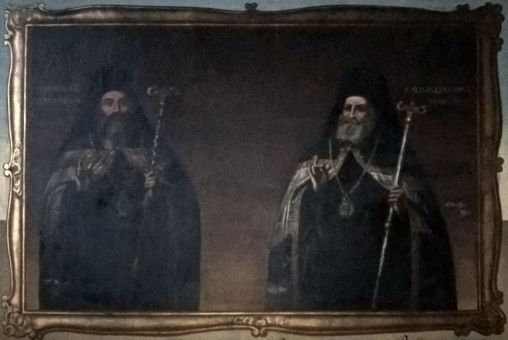
Ctitorii de la Cernica
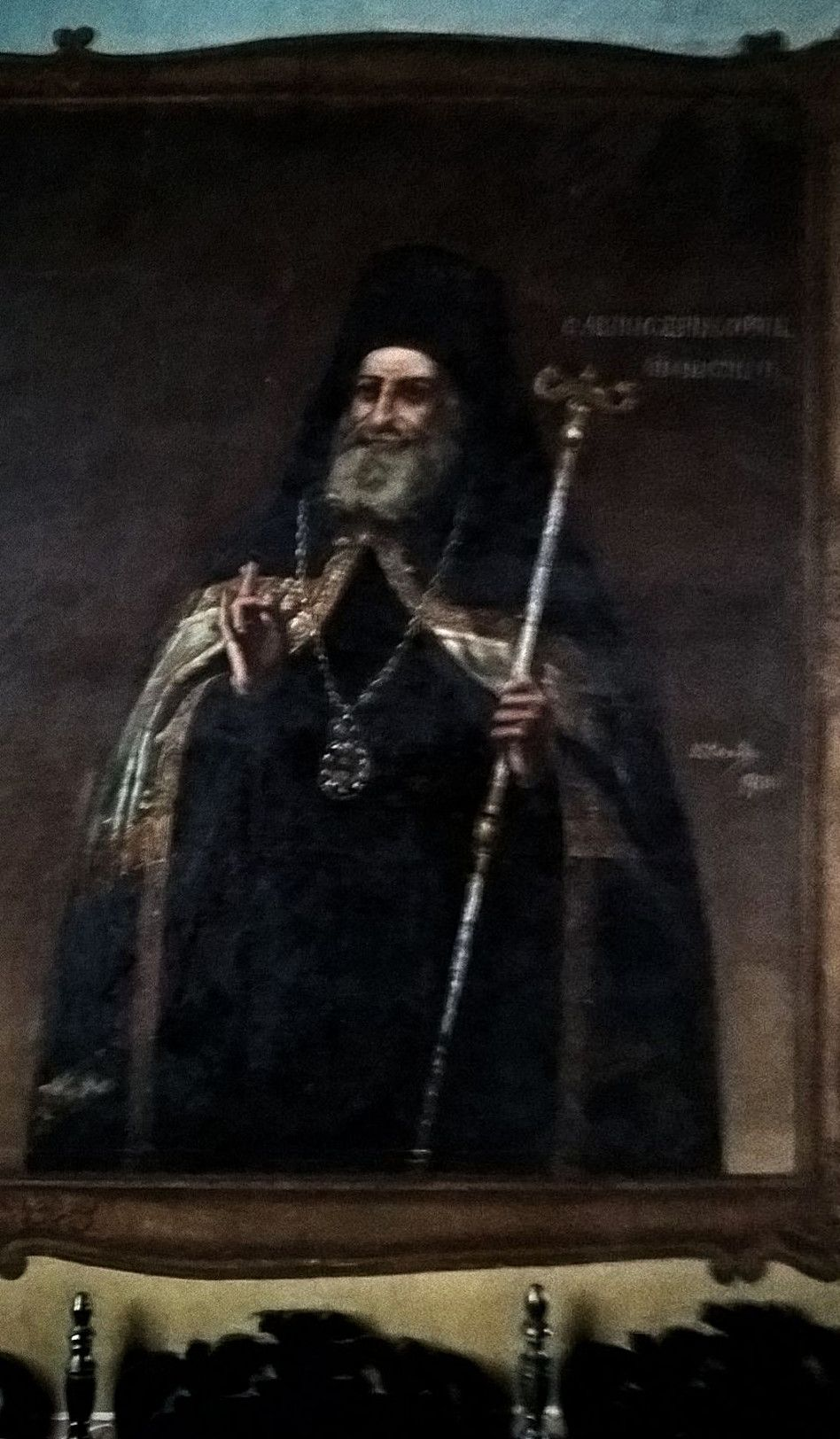
Calinic de la Cernica